# Abd al-Aziz ibn Musa
Abd al-Aziz ibn Musa ibn Nusair (en árabe: عبد العزيز بن موسى‎) fue el segundo valí de Al-Ándalus, gobernando entre los años 714 al 716. Residió en Ishbiliya (Sevilla). Se casó con Egilona, la viuda del último rey visigodo Rodrigo.

## Biografía
Era hijo de Musa ibn Nusair, quien le había encargado diversas misiones en el Magreb. Había acompañado a su padre cuando este, en el año 712, desembarcó en la península ibérica. Volvió a Isbiliya para sofocar un levantamiento contra los gobernantes judíos, y desde allí se dedicó a conquistar todo el sur de la Península, mientras su padre y Tariq ibn Ziyad conquistaban el norte.
Se casó en 713 con Egilona, viuda de Rodrigo, para intentar atraer a la nobleza visigoda. Fueron padres de Asima (o Aisha) bint Abd al-Aziz (nacida entre 713 y 717), a quien casaron con Fortun ibn Qasi, hijo del converso Conde Casio, y que fueron ancestros de los Banu Qasi.
Cuando en 714, el padre marchó a Damasco al ser llamado por el Califa Walid I, designó a su hijo Abd al-Aziz como gobernador (walí) de al-Ándalus.
Su figura y actuación, a pesar de su breve mandato, ha sido vista de forma muy diferente por la historiografía. Para unos, fue un modelo de gobernante; para otros, todo lo contrario, y lo acusan de apóstata y de rebelde, con lo que justifican su asesinato.
Musa le puso como asesor a Habib ibn Abi 'Ubayda al-Fihri, una persona de gran prestigio entre el yund árabe que permaneció en Al-Ándalus. Como gobernante, Abd al-Aziz ibn Musa trató de completar y consolidar la política iniciada por su padre de afianzar el dominio musulmán en la península ibérica. Para ello siempre se encontró con la dificultad de la escasez de efectivos militares, por lo que tuvo que traer nuevos contingentes a los que prometió dar tierras.
Dicha política de reclutamiento tuvo como consecuencia diversas tensiones económicas y sociales entre los primeros conquistadores que acompañaron a Musa a la Península y que allí se quedaron, pues debían repartir sus ganancias y bienes con los recién llegados. En su mayoría, los nuevos efectivos eran bereberes o mawali (clientes o libertos omeyas). Estos conflictos han sido vistos como la causa del asesinato de Abd al-Aziz, que fue promovido por el yund árabe dirigido por su cabecilla Habib ibn Abi 'Ubayda al-Fihri, el asesor puesto por su padre. 
A finales de 714, al conocerse la renuncia a la corona del rey Agila II, los visigodos aliados se rebelaron y proclamaron rey a Ardón. Abd al-Aziz intentó que obedecieran al Califa en 715, pero al no conseguirlo decidió conquistar militarmente la Tarraconense nororiental y la Septimania. Pero antes de reunir el ejército que tenía que marchar a la zona, fue asesinado en la primavera de 716. Fuentes cristianas achacan su muerte a una orden directa del califa de Damasco, Suleimán I, al ser denunciado por haberse convertido al cristianismo a instancias de su esposa.
Para conseguir más fácilmente el dominio musulmán en la Península, Abd-al-Aziz siguió una política de pactos o tratados, mediante capitulaciones, con los mandatarios visigodos. Esta política fue la más frecuente y generalizada. Uno de los tratados mejor documentados —recogido por diversos autores como al-Dabbi, al-Razi, al-'Udri y al-Himyari— fue el que hizo (abril de 713) con Teodomiro, mandatario visigodo de la zona suroriental de la Península —Orihuela, Mula, Lorca, Alicante, Elche, Balantala y Ello—. En él y entre otras catorce importantes y significativas disposiciones, se permitía a Teodomiro poder seguir gobernando en dicha zona tras la conquista.
Tras su asesinato, fue sucedido interinamente por Ayyub Habib al-Lajmi.